# Ditirambe

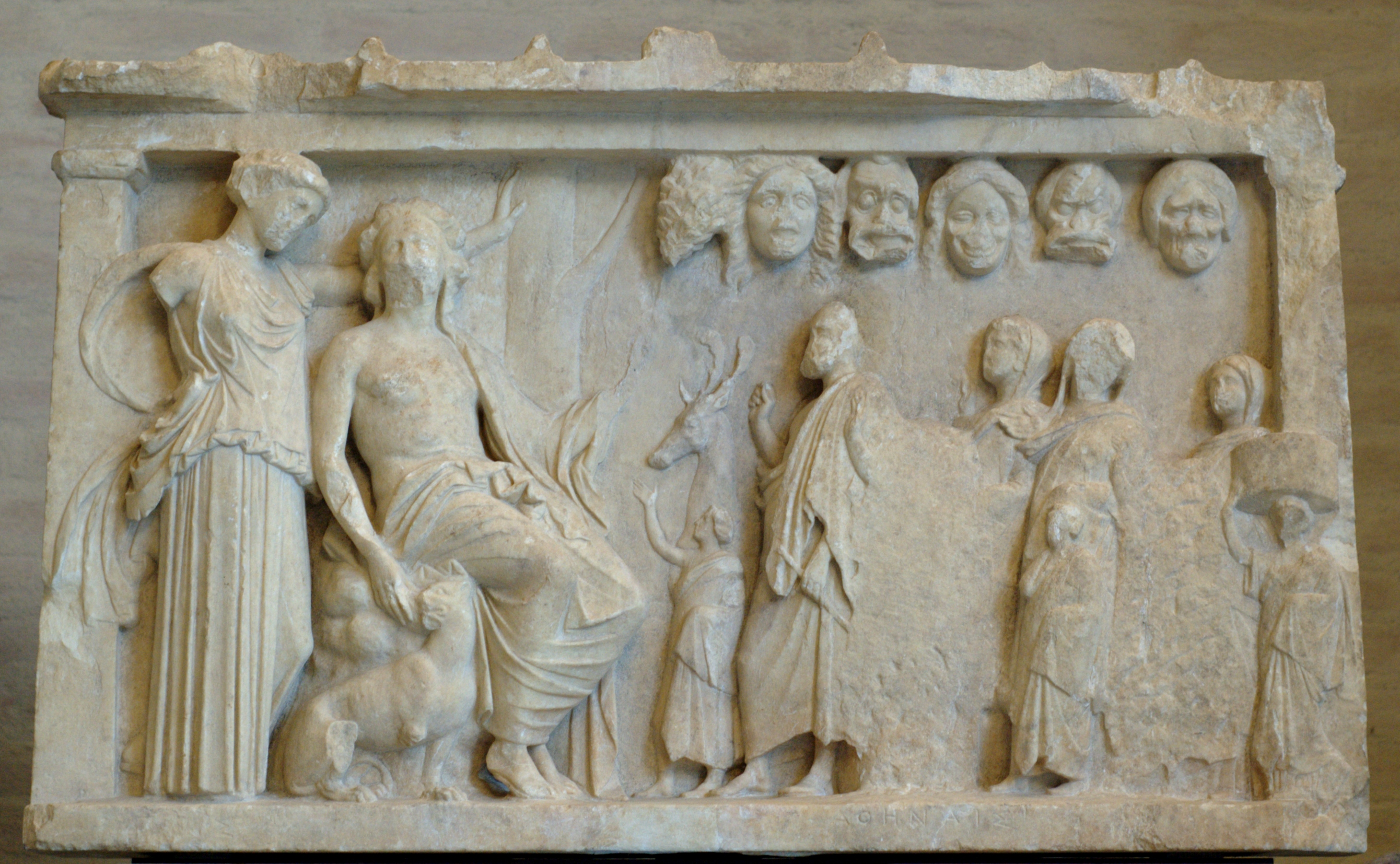
Relleu àtic (segle IV aC) que representa un jugador d'aulos i la seva família davant de Dionís i una dona consort, amb màscares teatrals mostrades a dalt.

El ditirambe (en grec antic: διθύραμβος, dithírambos) en el seu origen era una forma de la lírica coral dedicada al déu Dionís. El nom és d'origen desconegut, i probablement l'arrel no és grega. De forma més general, en literatura, el ditirambe és una lloança entusiasta, exagerada. S'anomena ditirambe qualsevol poema líric entusiasta.
El seu desenvolupament com a gènere literari va ser obra del poeta Aríon, a Corint, durant l'últim quart del segle vii aC. Lasos d'Hermíone, poeta líric arcaic grec, el va portar a Atenes, i en el 509 aC es va convertir en un element de competició a les Dionísies, els festivals dedicats a Dionís.
Fins al s VII aC el ditirambe anava lligat al culte de Dionís després se'n separà Amb les melodies de Lassos d’Hermione el ritme es féu més vivaç, i el temari dels càntics varià fins a l’infinit amb Simònides el ditirambe tocà tots els temes, divins o heroics, fins a convertir-se en la forma poètica d’on sortí la tragèdia grega.
Simònides, Píndar i Baquil van escriure ditiràmbics. Dels dos primers només es conserven fragments; en canvi, de Baquil queda bastant. El cor ditiràmbic no porta màscara i canta encerclant l'orquestra. La narració té un paper important en aquests poemes, on el tema no té per què estar relacionat amb Dionís.
Després de Baquil el component musical del ditiràmbic sembla que va incrementar la seva importància a costa del text, però com la música no ha sobreviscut no podem discernir el que va ocórrer. Abans d'aquesta època el ditiràmbic es va compondre de forma regular en estrofes i antístrofes, però a partir de llavors es va abandonar aquesta correspondència a favor d'un estil de composició més lliure, i amb estrofes només cantades. El llenguatge es va fer rebuscat i artificial.
Tespis, director d'un cor del segle vi aC, va distingir dues seccions en el cor d'un ditiràmbic: el paper del personatge principal, i el de la resta del cor. El personatge principal parlava i el cor responia, el que, segons Aristòtil, era ja implícitament una peça dramàtica que només hauria d'esperar a la incorporació d'altres actors i personatges per desenvolupar-se.